# Hamdi Bushati
Hamdi Bushati (ur. 1896 w Szkodrze, zm. 10 marca 1983 tamże) – albański etnograf. Tłumaczył z języka tureckiego na albański dzieła Sami Frashëriego.

## Życiorys
W wieku 3 lat został osierocony i był wychowywany przez swojego wuja, Muharrema Gjylbegu, przyszłego burmistrza Szkodry.
Był w dowództwie sił ochotniczych w toczącej się w sierpniu 1920 roku bitwy pod Koplikiem.
W 1942 roku został sekretarzem federalnym Albańskiej Partii Faszystowskiej w Szkodrze.
Po II wojnie światowej mieszkał do 1950 roku na wsi. W latach 1951–1954 pracował jako robotnik.

## Twórczość
- Bushatllinjtë (1950[5], wydanie pośmiertne w 2003)
- Materiale ndihmëse etnografike, toponamistike, historike, folklorike e të tjera të ndryshme të qytetit të Shkodrës, të mbledhura gjatë viteve 1960-1968. (1968)[6]

## Tytuły
W 1993 roku pośmiertnie otrzymał tytuł Nauczyciela Ludu (Mësues i Popullit).